# Lương Sĩ Di

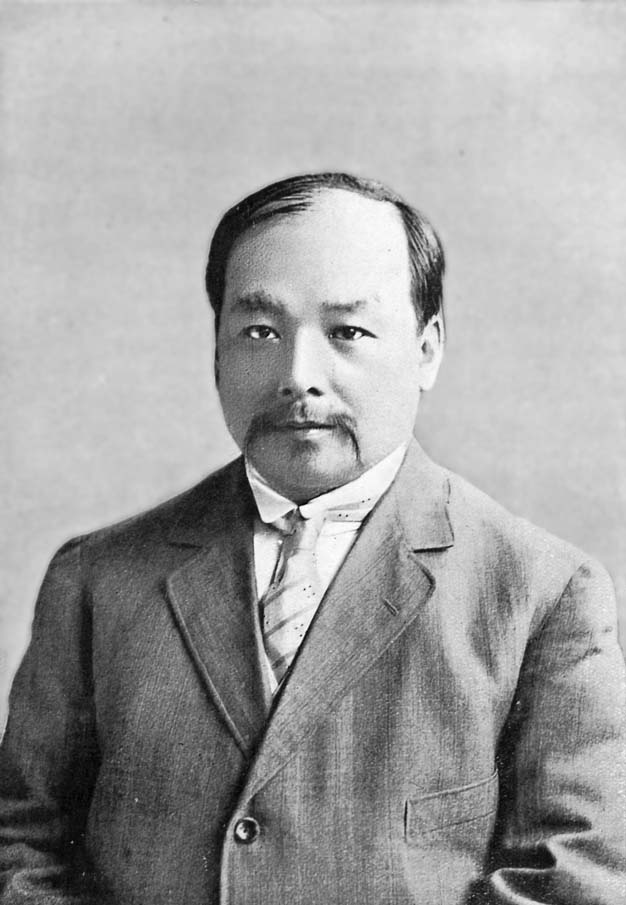
Lương Sĩ Di

Lương Sĩ Di (Hán tự: 梁士詒; 1869 – 9 tháng 4 năm 1933) là Thủ tướng Trung Hoa trong Chính phủ Bắc Dương từ năm 1921-1922.

## Tiểu sử
Lương Sĩ Di sinh tại Tam Thủy, Quảng Đông năm 1869. Thời nhà Thanh, ông quản lý hỏa xa, cơ quan sinh lợi nhất trong chinh phủ. Nhờ đó, ông lập ra Giao thông hệ đầy ản hưởng. Ông cũng là thân tín của Viên Thế Khải, giữ chức Bộ trưởng Tài chính trong chính phủ, và đứng về phe Viên trong Chiến tranh Hộ quốc.
Sau khi Viên chết, Tổng thống Lê Nguyên Hồng ra lệnh bắt giữ 8 thành viên phe bảo hoàng của Viên, Lương phải chạy sang Hồng Kông. Ông trở về năm 1918 và tranh cử vào Quốc hội Trung Hoa Dân Quốc.
Giao thông hệ của ông chỉ về nhì, thua xa An Phúc hội của Đoàn Kỳ Thụy, nhưng ông vẫn được cử làm phát ngôn viên Quốc hội. Ông trở thành Thủ tướng sau khi Cận Vân Bằng bị buộc từ chức vào tháng 12 năm 1921.
Nhiệm kì thủ tướng ngắn ngủi của ông dẫn đến xung đột giữa người ủng hộ ông là Trương Tác Lâm và đối thủ của ông là Ngô Bội Phu. Việc Ngô buộc ông từ chức vào ngày 25 tháng 1 năm 1922 dẫn đến Chiến tranh Trực-Phụng lần thứ 1. Lương may mắn tránh được chiến tranh nhờ rời khỏi Bắc Kinh ngay sau khi từ chức, lấy cớ bị bệnh. Chiến tranh Bắc phạt buộc ông phải trốn sang Hồng Kông năm 1928, rồi sau đó qua lại giữa Thượng Hải và Hồng Kông để điều đình với người Nhật trong vụ xâm chiếm Mãn Châu năm 1931. Do quá mệt mỏi vì phải di chuyển liên tục, ông chết tại Thượng Hải năm 1933.